# Hanan Eshel

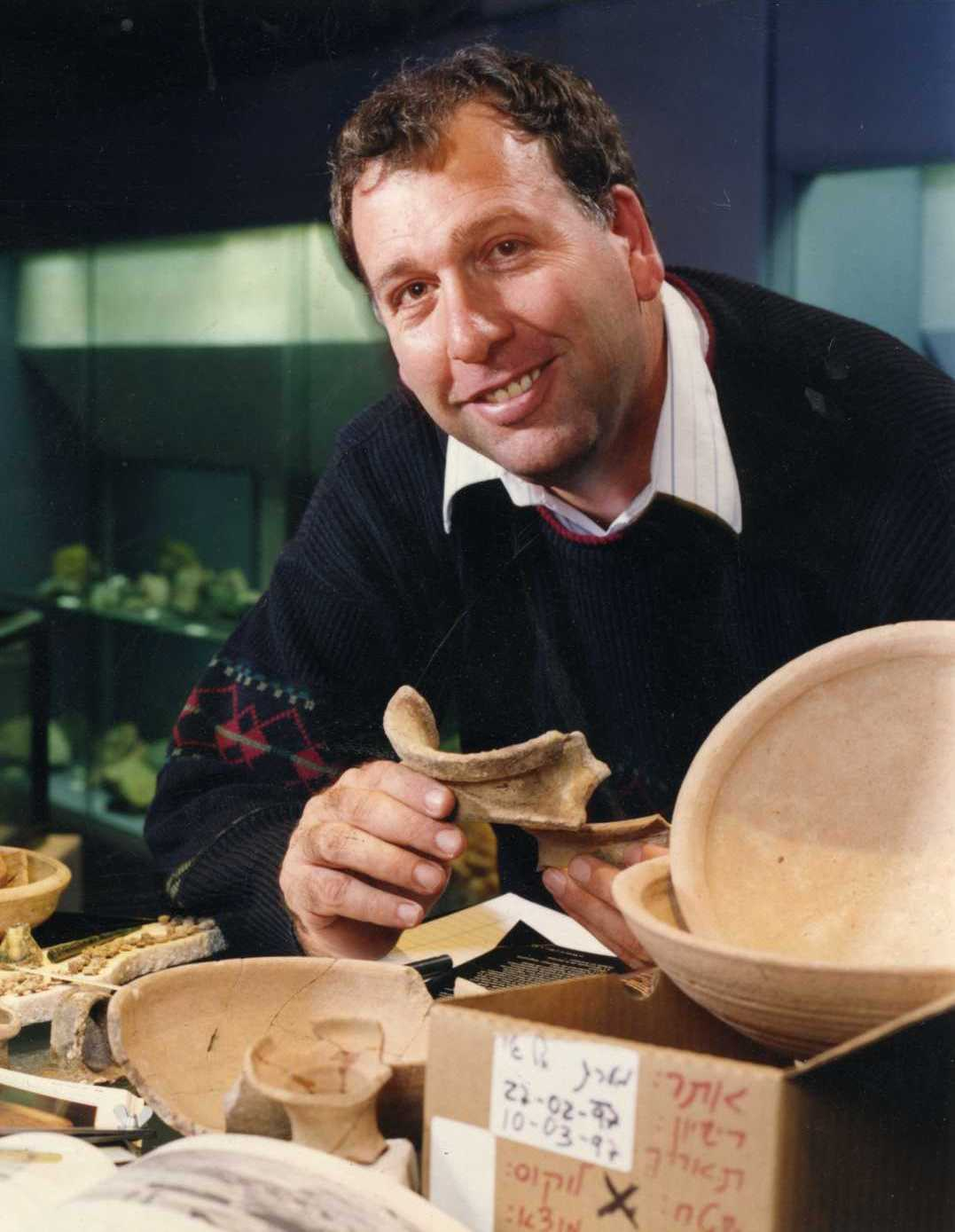
Hanan Eshel

Hanan Eshel (* 25. Juli 1958 in Rechovot; † 8. April 2010 in Jerusalem) war ein israelischer Archäologe und Qumranforscher.

## Leben
Eshel leistete seinen Militärdienst beim Nachal ab. Während dieser Zeit war er im Moschaw Qeschet (Golan) stationiert, wo er seine spätere Frau Esther Eshel, derzeit Dozentin für Bibelwissenschaften an der Bar-Ilan-Universität, kennenlernte. Während seines Studiums an der Universität Haifa gehörte Eshel zu den wenigen religiösen Studenten. Seine Doktorarbeit schrieb er über die Zeit des Zweiten Tempels. Später war Eshel Professor am Institut für Land of Israel and Archaeology der Bar-Ilan-Universität sowie von 2002 bis 2004 Leiter des Instituts. Am 8. April 2010 starb Eshel an Krebs.

## Schriften (in Auswahl)
- The Dead Sea scrolls and the Hasmonean state. Grand Rapids/Mich: William B. Eerdmans Pub; Jerusalem: Yad Ben-Zvi Press 2008. ISBN 978-0-8028-6285-3
- Qumran: Scrolls, Caves, History. Jerusalem: Carta 2009. ISBN 978-965-220-757-9